# Rupal (stato)
Lo Stato di Rupal fu uno stato principesco del subcontinente indiano, avente per capitale la città di Rupal.

## Storia
Rupal era uno stato di V classe comprendente 12 villaggi su una superficie di 31,07 km². Era amministrato dai capi della dinastia Rajput. Nel corso della sua storia, lo stato venne privato della sua giurisdizione come taluka per mala amministrazione.
Nel 1901 aveva una popolazione di 3 113 abitanti e produceva una rendita annua di 7045 rupie, pagando un tributo di 1165 rupie annue allo Stato di Baroda e 362 rupie allo Stato di Idar.